# Светац
Светац (хорв. Svetac) — официальное название острова в Хорватской части Адриатического моря, лежащего в 25 км к западу от острова Вис. Другое название — Свети-Андрия (но тем же именем назван и остров и маяк перед Дубровником). Местное имя Светаца — Штондрия (Štondrija).

## География
Остров имеет форму хребта, вытянутого с северо-востока на юго-запад, и его берега в основном высокие и крутые, единственная доступная бухта (Слатина) есть только на юго-восточной части острова. Рядом с ней есть несколько домов. Ширина острова 1,5 км, длина 3,5 км, длина береговой линии 11,973 км, а площадь 4,194 км². Высочайшая вершина, г. Коса — 316 г.
В западном направлении от острова находится скала Камик, а ещё дальше в открытом море — вулканический остров Ябука, и в 2,5 км к юго-востоку лежит вулканический остров Брусник.
Большая часть острова покрыта средиземноморскими маками, а также жасмином на северном склоне. Из насаждений вблизи села Слатина выделяется рожковое дерево, а бывшие виноградники на южных склонах, как правило, уже погибли.

## Население
По переписи 1951 г., на Светаце насчитывалось 51 жителей, но последний местный житель (Юрка Занки) умерла в 2000 году. Вот почему сегодня остров необитаем, за исключением частых визитов рыбаков и редких сезонных туристов. До недавнего времени это был наименее населенный остров в хорватской Адриатике.
В ясный день при высокой видимости остров можно видеть из холмов вблизи Трогира и Шибеника.